# Näsnabbens naturreservat
Näsnabben är ett naturreservat i Grimetons socken i Varbergs kommun i Halland.
Reservatet är 25 hektar stort och är skyddat sedan 1993/2004. Både i detta område och i hela Åkulla bokskogar finns vandringsleder.

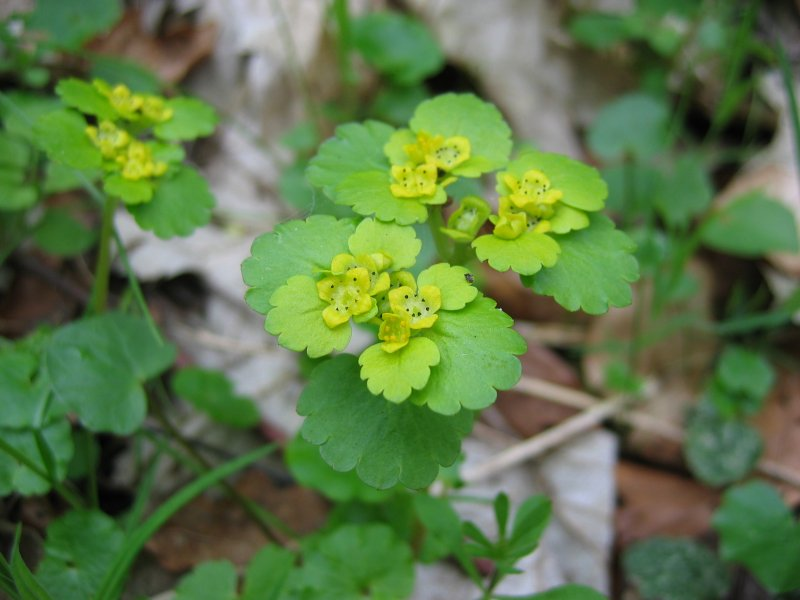
Gullpudra

Reservatet är en del i Åkulla bokskogar och är beläget vid Skärsjöns södra strand. Här växer bokskog med grova gamla bokar och många  olika lavar och mossor. Arter som ädelkronlav, mjölig klotterlav och bokfjädermossa trivs i miljöer med gamla träd. Flera hotade skalbaggar har hittats i området som till exempel fyrfläckad vedsvampbagge, blankknäppare och bredhuvad mögelbagge. Vid sjön växer klibbal. Här växer även gullpudran.